# 克鲁舍沃市镇

克鲁舍沃市镇在北马其顿的位置

克鲁舍沃市镇，是北马其顿共和国的一个市镇，行政中心为克魯舍沃。该市镇西临代米尔希萨尔市镇、德魯戈沃市鎮，北邻普拉斯尼察市鎮、馬其頓布羅德市鎮，东邻多尔内尼市镇、克里沃加什塔尼市镇，南邻莫吉拉市鎮。总人口190.68 km²，总人口9,684。